# Brachychaeta strigata
Brachychaeta strigata là một loài ruồi trong họ Tachinidae.